# Porroglossum
Porroglossum (xuất phát từ hai từ tiếng Hy Lạp, có nghĩa là "ở đằng xa" và "cái lưỡi") là một chi lan với 28 loài, sống tự nhiên ở Andes của Nam Mỹ. Trung tâm của sự đa dạng của chi này nằm ở Ecuador, với nhiều loài đặc hữu chỉ có ở quốc gia này. Mặc dù vậy chúng cũng được thấy ở Colombia, Venezuela, Peru và Bolivia.

## Các loài
Các loài tính đến tháng 6 năm 2014:
1. Porroglossum actrix Luer & R.Escobar
2. Porroglossum adrianae Luer & Sijm
3. Porroglossum agile Luer
4. Porroglossum amethystinum (Rchb.f.) Garay
5. Porroglossum andreettae Luer
6. Porroglossum apoloae Luer & Sijm
7. Porroglossum aureum Luer
8. Porroglossum condylosepalum H.R.Sweet
9. Porroglossum dactylum Luer
10. Porroglossum dalstroemii Luer
11. Porroglossum dejonghei Luer & Sijm
12. Porroglossum dreisei Luer & Andreetta
13. Porroglossum echidna (Rchb.f.) Garay
14. Porroglossum ecuagenerense Luer & Hirtz
15. Porroglossum eduardi (Rchb.f.) H.R.Sweet
16. Porroglossum gerritsenianum Luer & R.Parsons
17. Porroglossum hirtzii Luer
18. Porroglossum hoeijeri Luer
19. Porroglossum hystrix Luer
20. Porroglossum jesupiae Luer
21. Porroglossum josei Luer
22. Porroglossum lorenae Luer
23. Porroglossum lycinum Luer
24. Porroglossum marniae Luer
25. Porroglossum meridionale P.Ortiz
26. Porroglossum merinoi Pupulin & A.Doucette
27. Porroglossum miguelangelii G.Merino, A.Doucette & Pupulin
28. Porroglossum mordax (Rchb.f.) H.R.Sweet
29. Porroglossum muscosum (Rchb.f.) Schltr.
30. Porroglossum myosurotum Luer & Hirtz
31. Porroglossum nutibara Luer & R.Escobar
32. Porroglossum olivaceum H.R.Sweet
33. Porroglossum oversteegenianum Luer & Sijm
34. Porroglossum parsonsii Luer
35. Porroglossum peruvianum H.R.Sweet
36. Porroglossum porphyreum G.Merino, A.Doucette & Pupulin
37. Porroglossum portillae Luer & Andreetta
38. Porroglossum procul Luer & R.Vásquez
39. Porroglossum rodrigoi H.R.Sweet
40. Porroglossum schramii Luer
41. Porroglossum sergii P.Ortiz
42. Porroglossum sijmii Luer
43. Porroglossum taylorianum Luer
44. Porroglossum teaguei Luer
45. Porroglossum teretilabia Luer & Teague
46. Porroglossum tokachii Luer
47. Porroglossum tripollex Luer
48. Porroglossum uxorium Luer

Lothiania Kraenzl. and Lothoniana Kraenzl. are synonym of Porroglossum.
 Tư liệu liên quan tới Porroglossum tại Wikimedia Commons

## Hình ảnh

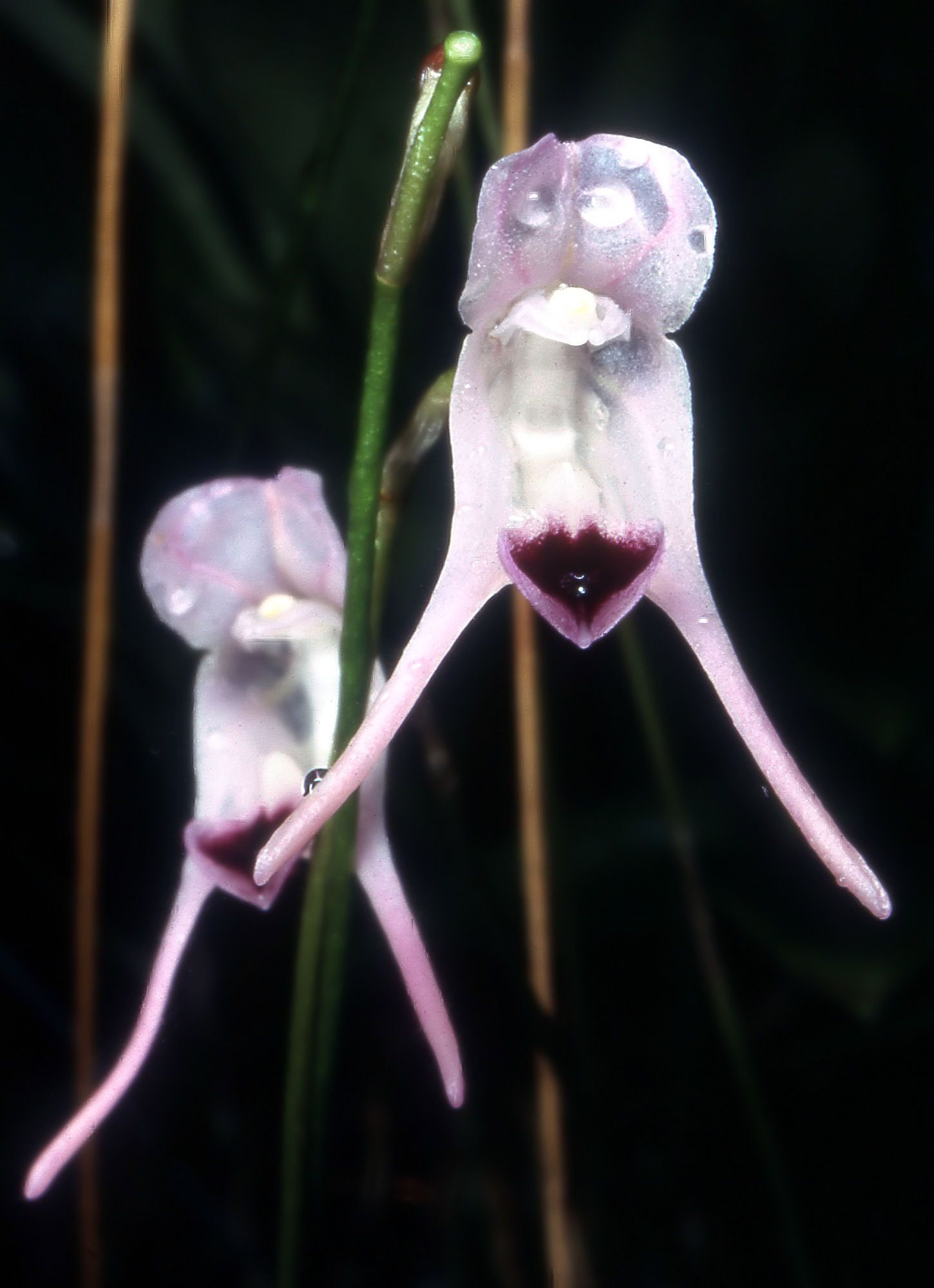